# 발트슐뢰스헨교

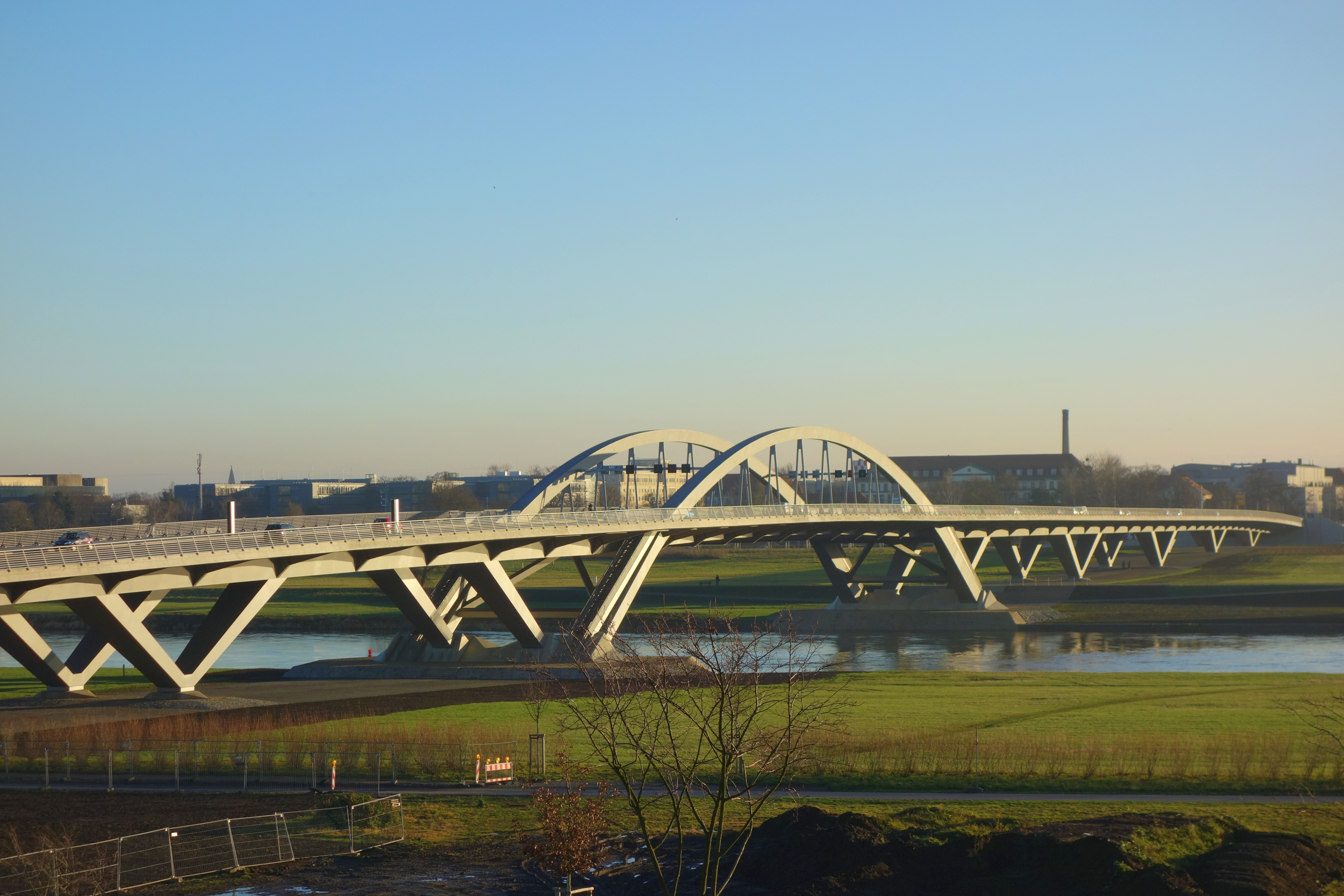
발트슐뢰스헨교 (2013년)

발트슐뢰스헨교(독일어: Waldschlößchenbrücke)는 독일 작센주 드레스덴에 있는 엘베강을 가로지르는 도로교다. 이 다리는 도심의 교통 체증을 해소하기 위해 건설되었다. 건설 계획 당시, 다리의 건설로 인해 유네스코 세계유산으로 등재된 드레스덴 엘베 계곡이 세계유산에서 해제될 가능성이 있기 때문에 많은 논란을 일으켰다. 결국 이 건설로 드레스덴 엘베 계곡은 2006년에 "위기에 처한 세계유산"으로 지정되었고, 2009년에는 목록에서 삭제된 두 번째 세계유산이 되었다.

## 역사
2013년 8월 24일에 공식적으로 개통되었고, 이틀 후에 차량 교통이 가능해졌다.